# Sri-lankische Cricket-Nationalmannschaft in Südafrika in der Saison 2018/19
Die Tour der sri-lankischen Cricket-Nationalmannschaft nach Südafrika in der Saison 2018/19 fand vom 13. Februar bis zum 24. März 2019 statt. Die internationale Cricket-Tour war Bestandteil der Internationalen Cricket-Saison 2018/19 und umfasste zwei Tests und fünf ODIs und drei Twenty20s. Sri Lanka gewann die Test-Serie 2–0. Südafrika gewann die ODI-Serie 5–0 und die Twenty20-Serie 3–0.

## Vorgeschichte
Südafrika spielte zuvor eine Tour gegen Pakistan, Sri Lanka eine Test-Serie in Australien.
Das letzte Aufeinandertreffen der beiden Mannschaften bei einer Tour fand in der Saison 2018 in Sri Lanka statt.

## Stadien
Die folgenden Stadien wurden für die Tour ausgewählt.
| Stadion                  | Stadt          | Kapazität | Spiele          |
| ------------------------ | -------------- | --------- | --------------- |
| Centurion Park           | Centurion      | 22.000    | 2. ODI; 2. T20  |
| Sahara Stadium Kingsmead | Durban         | 25.000    | 1. Test; 3. ODI |
| Wanderers Stadium        | Johannesburg   | 34.000    | 1. ODI; 3. T20  |
| Newlands Cricket Ground  | Kapstadt       | 25.000    | 5. ODI; 1. T20  |
| Sahara Oval St George’s  | Port Elizabeth | 19.000    | 2. Test; 4. ODI |

## Kaderlisten
Die Kader werden kurz vor der Tour bekanntgegeben.
| Test | Test | ODI | ODI | Twenty20 | Twenty20 |
| Südafrika | Sri Lanka | Südafrika | Sri Lanka | Südafrika | Sri Lanka |
| --- | --- | --- | --- | --- | --- |
| - Faf du Plessis (K) - Hashim Amla - Temba Bavuma - Theunis de Bruyn - Dean Elgar - Zubayr Hamza - Quinton de Kock (wk) - Keshav Maharaj - Aiden Markram - Wiaan Mulder - Duanne Olivier - Vernon Philander - Kagiso Rabada - Dale Steyn | - Dimuth Karunaratne (K) - Niroshan Dickwella (VK, wk) - Lasith Embuldeniya - Oshada Fernando - Vishwa Fernando - Chamika Karunaratne - Suranga Lakmal - Kusal Mendis - Angelo Perera - Kusal Perera - Kasun Rajitha - Lakshan Sandakan - Mohamed Shiraz - Kaushal Silva - Dhananjaya de Silva - Milinda Siriwardana - Lahiru Thirimanne | - Faf du Plessis (K) - Hashim Amla - JP Duminy - Rassie van der Dussen - Reeza Hendricks - Quinton de Kock (wk) - Aiden Markram - David Miller - Wiaan Mulder - Lungi Ngidi - Anrich Nortje - Andile Phehlukwayo - Dwaine Pretorius - Kagiso Rabada - Tabraiz Shamsi - Dale Steyn - Imran Tahir | - Lasith Malinga (K) - Niroshan Dickwella (VK, wk) - Akila Dananjaya - Avishka Fernando - Oshada Fernando - Vishwa Fernando - Kamindu Mendis - Kusal Mendis - Angelo Perera - Kusal Perera - Priyamal Perera - Thisara Perera - Kasun Rajitha - Lakshan Sandakan - Dhananjaya de Silva - Upul Tharanga - Isuru Udana | - Faf du Plessis (K) - JP Duminy (K) - Rassie van der Dussen - Reeza Hendricks - Quinton de Kock (wk) - Aiden Markram - David Miller - Chris Morris - Lungi Ngidi - Anrich Nortje - Andile Phehlukwayo - Dwaine Pretorius - Sinethemba Qeshile (wk) - Kagiso Rabada - Tabraiz Shamsi - Lutho Sipamla - Dale Steyn - Imran Tahir | - Lasith Malinga (K) - Niroshan Dickwella (VK, wk) - Akila Dananjaya - Asitha Fernando - Avishka Fernando - Suranga Lakmal - Kamindu Mendis - Kusal Mendis - Angelo Perera - Priyamal Perera - Thisara Perera - Sadeera Samarawickrama - Lakshan Sandakan - Dhananjaya de Silva - Isuru Udana - Jeffrey Vandersay |

## Tour Match
| 28. Februar Scorecard | Benoni | SA Invitation XI 304 (48)         | – | Sri Lankans 307-4 (41) |
|                       |        | Sri Lankans gewinnt mit 6 Wickets |   |                        |

## Tests

### Erster Test in Durban
| 13. – 17. Februar Scorecard | Durban | Südafrika 235 (59.4) & 259 (79.1) | – | Sri Lanka 191 (59.2) & 304-9 (85.3) |
|                             |        | Sri Lanka gewinnt mit 1 Wicket    |   |                                     |

### Zweiter Test in Port Elizabeth
| 21. – 23. Februar Scorecard | Port Elizabeth | Südafrika 222 (61.2) & 128 (44.3) | – | Sri Lanka 154 (37.4) & 197-2 (45.4) |
|                             |                | Sri Lanka gewinnt mit 8 Wickets   |   |                                     |

## One-Day Internationals

### Erstes ODI in Johannesburg
| 3. März Scorecard | Johannesburg | Sri Lanka 231 (47)              | – | Südafrika 232-2 (38.5) |
|                   |              | Südafrika gewinnt mit 8 Wickets |   |                        |

### Zweites ODI in Centurion
| 6. März Scorecard | Centurion | Südafrika 251 (45.1)           | – | Sri Lanka 138 (32.2) |
|                   |           | Südafrika gewinnt mit 113 Runs |   |                      |

### Drittes ODI in Durban
| 10. März Scorecard | Durban | Südafrika 331-5 (50)                       | – | Sri Lanka 121-5 (24) |
|                    |        | Südafrika gewinnt mit 71 Runs (D/L method) |   |                      |

### Viertes ODI in Port Elizabeth
| 13. März Scorecard | Port Elizabeth | Sri Lanka 189 (39.2)            | – | Südafrika 190-4 (32.5) |
|                    |                | Südafrika gewinnt mit 6 Wickets |   |                        |

### Fünftes ODI in Kapstadt
| 16. März Scorecard | Kapstadt | Sri Lanka 225 (49.3)                       | – | Südafrika 135-2 (28) |
|                    |          | Südafrika gewinnt mit 41 Runs (D/L method) |   |                      |

## Twenty20 Internationals

### Erstes Twenty20 in Kapstadt
| 19. März Scorecard | Kapstadt | Sri Lanka 134-7 (20) / 5-0 (1)     | – | Südafrika 134-8 (20) / 14-0 (1) |
|                    |          | Südafrika gewinnt durch Super Over |   |                                 |

### Zweites Twenty20 in Centurion
| 22. März Scorecard | Centurion | Südafrika 180-3 (20)          | – | Sri Lanka 164-9 (20) |
|                    |           | Südafrika gewinnt mit 16 Runs |   |                      |

### Drittes Twenty20 in Johannesburg
| 24. März Scorecard | Johannesburg | Südafrika 198-2 (20)                       | – | Sri Lanka 137 (15.4/17) |
|                    |              | Südafrika gewinnt mit 45 Runs (D/L method) |   |                         |